# Gavril Nagy
Gavril Nagy (Târgu Mureș, 21 agosto 1932 – Los Angeles, 4 dicembre 2014) è stato un pallanuotista rumeno.
Ha fatto parte del Romania che ha partecipato al torneo di pallanuoto ai Giochi di Melbourne 1956.
Fu cinque volte campione di Romania, dal 1952 al 1956, e negli anni 1954-1956 fu capitano della nazionale di pallanuoto.
Nel 1956 emigrò negli Stati Uniti, studiò alla University of Southern California, lavorando in seguito, nell'industria cinematografica.